# 地域再生大賞
地域再生大賞（ちいきさいせいたいしょう）は、地方46紙と一般社団法人共同通信社が、地域活性化に取り組む団体を発掘、発信するため2010年度から開催している表彰制度である。

## 概要
毎年度、全都道府県から50団体を候補として新聞社などが推薦、地域づくりの専門家が審査の上、大賞（副賞賞金100万円）、準大賞(副賞賞金30万円）などを選ぶ。2021年度の第12回までに延べ600団体を表彰し、各新聞紙面で紹介。2020年度からは第1回からの全受賞団体の現況をまとめた電子書籍「まちづくりチャレンジ」を毎年、制作。地域再生大賞公式ホームページで無料公開している。例年、７月に選考を開始。秋から冬にかけて選考委員が各団体の活動を調査し、１月に結果を各新聞社の紙面などで発表、２月に表彰していている。地域再生大賞の事務局は共同通信本社内（東京都港区東新橋1-7-1）に置かれている。

## 選考委員
- 沼尾波子：選考委員長。慶應義塾大学大学院修了。2017年から東洋大学教授。地方財政が専門で地域づくりを支える行財政システムを研究。千葉県出身。
- 大桃美代子：タレント。新潟県中越地震での実家被災を契機に食育や農業、地域振興に取り組む。新潟食料農業大学客員教授。
- 佐藤宏亮：早稲田大学大学院修了。18年から芝浦工業大学教授。建築の視点から各地のまちづくりに参画している。愛知県出身。
- 藤波匠氏：東京農工大学大学院修了。15年から日本総合研究所上席主任研究員。地域再生、人口問題などが専門。神奈川県出身。

## 参加新聞社
北海道新聞、室蘭民報、デーリー東北、岩手日報、河北新報、秋田魁新報、山形新聞、福島民報、福島民友新聞、茨城新聞、下野新聞、上毛新聞、埼玉新聞、千葉日報、東京新聞、神奈川新聞、新潟日報、山梨日日新聞、信濃毎日新聞、北日本新聞、北國新聞、福井新聞、岐阜新聞、静岡新聞、中日新聞、伊勢新聞、京都新聞、神戸新聞、奈良新聞、日本海新聞、山陰中央新報、山陽新聞、中国新聞、徳島新聞、四国新聞、愛媛新聞、高知新聞、西日本新聞、佐賀新聞、長崎新聞、熊本日日新聞、大分合同新聞、宮崎日日新聞、南日本新聞、沖縄タイムス、琉球新報。このほか日本放送協会が協力。

## 受賞団体

### 2010年度【第1回】
| 賞         | 賞           | 団体                                                               |
| ---------- | ------------ | ------------------------------------------------------------------ |
| 大賞       | 大賞         | グラウンドワーク三島（静岡県三島市）                               |
| 準大賞     | 準大賞       | 県立柏原病院の小児科を守る会（兵庫県丹波市）                       |
| 準大賞     | 準大賞       | 倉敷町家トラスト（岡山県倉敷市）                                   |
| ブロック賞 | 北海道・東北 | たかはた共生塾（山形県高畠町）                                     |
| ブロック賞 | 関東・甲信越 | 伊参スタジオ映画祭実行委員会（群馬県中之条町）                     |
| ブロック賞 | 東海・北陸   | 三重県立相可高等学校調理クラブ（三重県多気町）                     |
| ブロック賞 | 近畿         | 碧いびわ湖（滋賀県近江八幡市）                                     |
| ブロック賞 | 中国・四国   | 高松丸亀町商店街振興組合（香川県高松市）                           |
| ブロック賞 | 九州・沖縄   | 安心院町グリーンツーリズム研究会（大分県宇佐市）                   |
| 特別賞     | 特別賞       | 大内宿保存会、大内宿結の会（福島県下郷町）                         |
| 特別賞     | 特別賞       | 日本上流文化圏研究所（山梨県早川町）                               |
| 特別賞     | 特別賞       | 色川地域振興推進委員会（和歌山県那智勝浦町）                       |
| 特別賞     | 特別賞       | 阿蘇グリーンストック（熊本県阿蘇市）                               |
| 特別賞     | 特別賞       | 種子島アクションクラブ（鹿児島県中種子町）                         |
| 特別賞     | 特別賞       | 琉球在来豚アグー保存会（沖縄県名護市）                             |
| 優秀賞     | 優秀賞       | 羽幌みんなでつくる自然空間協議会（北海道羽幌町）                   |
| 優秀賞     | 優秀賞       | てつのまちぷろじぇくと・ボルタ工房（北海道室蘭市）                 |
| 優秀賞     | 優秀賞       | 南郷ジャズフェスティバル実行委員会（青森県八戸市）                 |
| 優秀賞     | 優秀賞       | 体験村・たのはたネットワーク（岩手県田野畑村）                     |
| 優秀賞     | 優秀賞       | 鳴子の米プロジェクト（宮城県大崎市）                               |
| 優秀賞     | 優秀賞       | 山内いぶりがっこ生産者の会（秋田県横手市）                         |
| 優秀賞     | 優秀賞       | ノルテ・ハポン（福島県川俣町）                                     |
| 優秀賞     | 優秀賞       | 水戸藩開藩四百年記念「桜田門外ノ変」映画化支援の会（茨城県水戸市） |
| 優秀賞     | 優秀賞       | 奥の院通り研究会（栃木県足利市）                                   |
| 優秀賞     | 優秀賞       | 鷲宮商工会（埼玉県久喜市）                                         |
| 優秀賞     | 優秀賞       | 小野川と佐原の町並みを考える会（千葉県香取市）                     |
| 優秀賞     | 優秀賞       | 喜多見ポンポコ会議（東京都世田谷区）                               |
| 優秀賞     | 優秀賞       | 初黄・日ノ出町環境浄化推進協議会（神奈川県横浜市）                 |
| 優秀賞     | 優秀賞       | 復興支援ネットワーク・フェニックス（新潟県長岡市）                 |
| 優秀賞     | 優秀賞       | 妻籠を愛する会（長野県南木曽町）                                   |
| 優秀賞     | 優秀賞       | 瑞龍寺ライトアップ実行委員会（富山県高岡市）                       |
| 優秀賞     | 優秀賞       | かなざわ・まち博実行委員会（石川県金沢市）                         |
| 優秀賞     | 優秀賞       | 三国湊魅力づくりプロジェクト（福井県坂井市）                       |
| 優秀賞     | 優秀賞       | 飛騨小坂200滝（岐阜県下呂市）                                      |
| 優秀賞     | 優秀賞       | 表参道発展会（愛知県豊川市）                                       |
| 優秀賞     | 優秀賞       | 遊悠舎 京すずめ（京都府京都市）                                    |
| 優秀賞     | 優秀賞       | にしよど にこネット（大阪府大阪市）                                |
| 優秀賞     | 優秀賞       | チャレンジ企業支援隊（奈良県奈良市）                               |
| 優秀賞     | 優秀賞       | 若桜鉄道 隼駅を守る会（鳥取県八頭町）                              |
| 優秀賞     | 優秀賞       | 萩の会（島根県益田市）                                             |
| 優秀賞     | 優秀賞       | 工房おのみち帆布（広島県尾道市）                                   |
| 優秀賞     | 優秀賞       | 島スタイル（山口県周防大島町）                                     |
| 優秀賞     | 優秀賞       | グリーンバレー（徳島県神山町）                                     |
| 優秀賞     | 優秀賞       | 能島の里を発展させる会（愛媛県今治市）                             |
| 優秀賞     | 優秀賞       | 四万十ドラマ（高知県四万十町）                                     |
| 優秀賞     | 優秀賞       | 筑紫野市商工会（福岡県筑紫野市）                                   |
| 優秀賞     | 優秀賞       | 蕨野棚田保存会（佐賀県唐津市）                                     |
| 優秀賞     | 優秀賞       | 長崎コンプラドール（長崎県長崎市）                                 |
| 優秀賞     | 優秀賞       | まちづくりトロントロン（宮崎県川南町）                             |
| 優秀賞     | 優秀賞       | 鳩間島音楽祭実行委員会（沖縄県竹富町）                             |

### 2011年度【第2回】
| 賞         | 賞           | 団体                                                                   |
| ---------- | ------------ | ---------------------------------------------------------------------- |
| 大賞       | 大賞         | ブルーリバー（広島県三次市）                                           |
| 準大賞     | 準大賞       | 定禅寺ストリートジャズフェスティバル実行委員会（宮城県仙台市、現協会） |
| 準大賞     | 準大賞       | 大宮産業（高知県四万十市）                                             |
| ブロック賞 | 北海道・東北 | 千葉之家花駒座（福島県檜枝岐村）                                       |
| ブロック賞 | 関東・甲信越 | 那珂川町里山温泉トラフグ研究会（栃木県那珂川町）                       |
| ブロック賞 | 東海・北陸   | 夢未来くんま（静岡県浜松市）                                           |
| ブロック賞 | 近畿         | 秋津野（和歌山県田辺市）                                               |
| ブロック賞 | 九州・沖縄   | まつうら党交流公社（長崎県松浦市）                                     |
| 特別賞     | 特別賞       | 遠野まごころネット（岩手県遠野市）                                     |
| 特別賞     | 特別賞       | 浪江焼麺太国（福島県浪江町）                                           |
| 特別賞     | 特別賞       | 富士山河口湖音楽祭実行委員会（山梨県富士河口湖町）                     |
| 特別賞     | 特別賞       | 水辺と生き物を守る農家と市民の会（福井県越前市）                       |
| 特別賞     | 特別賞       | きびっとの杜（もり）（佐賀県基山町）                                   |
| 優秀賞     | 優秀賞       | 江差塗工房（北海道江差町）                                             |
| 優秀賞     | 優秀賞       | 室蘭ルネッサンス（北海道室蘭市）                                       |
| 優秀賞     | 優秀賞       | 八戸せんべい汁研究所（青森県八戸市）                                   |
| 優秀賞     | 優秀賞       | おおだて映像計画（秋田県大館市）                                       |
| 優秀賞     | 優秀賞       | レインボープラン推進協議会（山形県長井市）                             |
| 優秀賞     | 優秀賞       | 波崎未来エネルギー（茨城県神栖市）                                     |
| 優秀賞     | 優秀賞       | 安政遠足保存会（群馬県安中市）                                         |
| 優秀賞     | 優秀賞       | 秩父アニメツーリズム実行委員会（埼玉県秩父市）                         |
| 優秀賞     | 優秀賞       | 金谷ストーンコミュニティー（千葉県富津市）                             |
| 優秀賞     | 優秀賞       | 奥浅草観光まちづくり協会（東京都）                                     |
| 優秀賞     | 優秀賞       | 女性防災クラブ平塚パワーズ（神奈川県平塚市）                           |
| 優秀賞     | 優秀賞       | 山古志アルパカ村（新潟県長岡市）                                       |
| 優秀賞     | 優秀賞       | 大鹿歌舞伎保存会（長野県大鹿村）                                       |
| 優秀賞     | 優秀賞       | スキヤキ・ミーツ・ザ・ワールド実行委員会（富山県南砺市）               |
| 優秀賞     | 優秀賞       | JAPAN TENT開催委員会（石川県金沢市）                                   |
| 優秀賞     | 優秀賞       | ひとひとの会（岐阜県岐阜市）                                           |
| 優秀賞     | 優秀賞       | 一宮市萩原商店街振興組合（愛知県一宮市）                               |
| 優秀賞     | 優秀賞       | 兵吉屋（三重県鳥羽市）                                                 |
| 優秀賞     | 優秀賞       | 大津の町家を考える会（滋賀県大津市）                                   |
| 優秀賞     | 優秀賞       | 遊プロジェクト京都（京都府京都市）                                     |
| 優秀賞     | 優秀賞       | 介護・住まい・防災ネットワーク（大阪府大阪市）                         |
| 優秀賞     | 優秀賞       | KOBE鉄人PROJECT（兵庫県神戸市）                                        |
| 優秀賞     | 優秀賞       | 奈良中央信用金庫（奈良県田原本町）                                     |
| 優秀賞     | 優秀賞       | 二部地区活性化推進機構（鳥取県伯耆町）                                 |
| 優秀賞     | 優秀賞       | 谷自治振興会（島根県飯南町）                                           |
| 優秀賞     | 優秀賞       | 勝山のお雛まつり実行委員会（岡山県真庭市）                             |
| 優秀賞     | 優秀賞       | 麦川安全・安心みまもり隊（山口県美祢市）                               |
| 優秀賞     | 優秀賞       | 徳島共生塾一歩会（徳島県徳島市）                                       |
| 優秀賞     | 優秀賞       | 丸亀市川西地区自主防災会（香川県丸亀市）                               |
| 優秀賞     | 優秀賞       | 俳句甲子園実行委員会（愛媛県松山市）                                   |
| 優秀賞     | 優秀賞       | あーすくらぶ（福岡県大木町）                                           |
| 優秀賞     | 優秀賞       | 水俣市久木野ふるさとセンター愛林館（熊本県水俣市）                     |
| 優秀賞     | 優秀賞       | ハットウ・オンパク（大分県別府市）                                     |
| 優秀賞     | 優秀賞       | のべおか天下一市民交流機構（宮崎県延岡市）                             |
| 優秀賞     | 優秀賞       | 大隅横川駅保存活用実行委員会（鹿児島県霧島市）                         |
| 優秀賞     | 優秀賞       | 栄町市場商店街振興組合（沖縄県那覇市）                                 |
| 優秀賞     | 優秀賞       | なはまちづくりネット（沖縄県那覇市）                                   |

### 2012年度【第3回】
| 賞         | 賞           | 団体                                                                  |
| ---------- | ------------ | --------------------------------------------------------------------- |
| 大賞       | 大賞         | 島の風（沖縄県伊是名村）                                              |
| 準大賞     | 準大賞       | 山形国際ドキュメンタリー映画祭（山形県山形市）                        |
| 準大賞     | 準大賞       | 京町家再生研究会（京都府京都市）                                      |
| ブロック賞 | 北海道・東北 | いわて子育てネット（岩手県盛岡市）                                    |
| ブロック賞 | 関東・甲信越 | 匠の町しもすわあきないプロジェクト（長野県下諏訪町）                  |
| ブロック賞 | 東海・北陸   | 春蘭の里実行委員会（石川県能登町）                                    |
| ブロック賞 | 中国・四国   | 黒潮実感センター（高知県大月町）                                      |
| ブロック賞 | 九州・沖縄   | さくらじま旬彩館（鹿児島県鹿児島市）                                  |
| 特別賞     | 特別賞       | 仙台市福住町町内会（宮城県仙台市）                                    |
| 特別賞     | 特別賞       | MJCアンサンブル（南相馬ジュニアコーラスアンサンブル、福島県南相馬市） |
| 特別賞     | 特別賞       | 共和の郷・おだ（広島県東広島市）                                      |
| 優秀賞     | 優秀賞       | アルテピアッツアびばい（北海道美唄市）                                |
| 優秀賞     | 優秀賞       | ふくろうの会（北海道室蘭市）                                          |
| 優秀賞     | 優秀賞       | kyosokyodo（共創郷土、青森県十和田市）                                |
| 優秀賞     | 優秀賞       | 秋田クレジット・サラ金・悪徳商法被害をなくす会（秋田県秋田市）        |
| 優秀賞     | 優秀賞       | 会津エンジン（福島県会津若松市）                                      |
| 優秀賞     | 優秀賞       | カミスガプロジェクト（茨城県那珂市）                                  |
| 優秀賞     | 優秀賞       | 蔵の街遊覧船（栃木県栃木市、受賞時はうずま川遊会）                    |
| 優秀賞     | 優秀賞       | 本一・本二まちづくりの会（群馬県桐生市）                              |
| 優秀賞     | 優秀賞       | 縁結びの街めぬま連絡協議会（埼玉県熊谷市）                            |
| 優秀賞     | 優秀賞       | 熱血！！勝浦タンタンメン船団（千葉県勝浦市）                          |
| 優秀賞     | 優秀賞       | 谷根千・駒込・光源寺隊（東京都）                                      |
| 優秀賞     | 優秀賞       | 河内川あじさいの会（神奈川県平塚市）                                  |
| 優秀賞     | 優秀賞       | トキどき応援団（新潟県佐渡市）                                        |
| 優秀賞     | 優秀賞       | 山梨ガバメント協会（山梨県山梨市）                                    |
| 優秀賞     | 優秀賞       | 福岡町つくりもんまつり実行委員会（富山県高岡市）                      |
| 優秀賞     | 優秀賞       | 若狭熊川宿まちづくり特別委員会（福井県若狭町）                        |
| 優秀賞     | 優秀賞       | 恵那市地域自治区地域協議会連絡会議（岐阜県恵那市）                    |
| 優秀賞     | 優秀賞       | 山の手未来の会（静岡県焼津市）                                        |
| 優秀賞     | 優秀賞       | 矢勝川の環境を守る会（愛知県半田市）                                  |
| 優秀賞     | 優秀賞       | きほく里山体験笑楽校（三重県紀北町）                                  |
| 優秀賞     | 優秀賞       | 冨田人形共遊団（滋賀県長浜市）                                        |
| 優秀賞     | 優秀賞       | Home door（大阪府大阪市）                                             |
| 優秀賞     | 優秀賞       | コウノトリ湿地ネット（兵庫県豊岡市）                                  |
| 優秀賞     | 優秀賞       | 大和信用金庫（奈良県桜井市）                                          |
| 優秀賞     | 優秀賞       | 日高川漁業協同組合日高川あゆ種苗センター（和歌山県日高川町）          |
| 優秀賞     | 優秀賞       | 智頭町森のようちえん まるたんぼう（鳥取県智頭町）                     |
| 優秀賞     | 優秀賞       | 斐伊川流域環境ネットワーク（島根県松江市）                            |
| 優秀賞     | 優秀賞       | 吉備野工房ちみち（岡山県総社市）                                      |
| 優秀賞     | 優秀賞       | みすゞ燦参SUN実行委員会（山口県長門市）                               |
| 優秀賞     | 優秀賞       | 新町川を守る会（徳島県徳島市）                                        |
| 優秀賞     | 優秀賞       | 瀬戸内国際芸術祭ボランティアサポーター「こえび隊」（香川県高松市）    |
| 優秀賞     | 優秀賞       | 今治焼豚玉子飯世界普及委員会（愛媛県今治市）                          |
| 優秀賞     | 優秀賞       | つづら棚田保全協議会（福岡県うきは市）                                |
| 優秀賞     | 優秀賞       | 嬉野市地域力開発プロジェクト会議・新ツーリズムチーム（佐賀県嬉野市）  |
| 優秀賞     | 優秀賞       | あづち大島たからもんの会（長崎県平戸市）                              |
| 優秀賞     | 優秀賞       | 二見わっしょいファーム（熊本県八代市）                                |
| 優秀賞     | 優秀賞       | 豊後森機関庫保存委員会（大分県玖珠町）                                |
| 優秀賞     | 優秀賞       | 小川作小屋村運営協議会（宮崎県西米良村）                              |
| 優秀賞     | 優秀賞       | 船浮音祭り実行委員会（沖縄県竹富町）                                  |

### 2013年度【第4回】
| 賞         | 賞           | 団体                                                                 |
| ---------- | ------------ | -------------------------------------------------------------------- |
| 大賞       | 大賞         | はやめ南人情ネットワーク（福岡県大牟田市、現はやめ人情ネットワーク） |
| 準大賞     | 準大賞       | 大戸診療所（群馬県東吾妻町、現坂上健友会大戸診療所）                 |
| 準大賞     | 準大賞       | 西粟倉・森の学校（岡山県西粟倉村）                                   |
| ブロック賞 | 北海道・東北 | 果夢林ショップ運営協議会（北海道北見市）                             |
| ブロック賞 | 関東・甲信越 | くらし協同館なかよし（茨城県ひたちなか市）                           |
| ブロック賞 | 東海・北陸   | 丸岡文化財団（福井県坂井市）                                         |
| ブロック賞 | 近畿         | 山王自治会（兵庫県丹波市）                                           |
| ブロック賞 | 中国・四国   | プロジェクトゆうあい（島根県松江市）                                 |
| 特別賞     | 特別賞       | ISHINOMAKI2.0（宮城県石巻市）                                        |
| 特別賞     | 特別賞       | 郡山ペップ子育てネットワーク（福島県郡山市）                         |
| 特別賞     | 特別賞       | かみえちご山里ファン倶楽部（新潟県上越市）                           |
| 優秀賞     | 優秀賞       | 室蘭港立市民大学（北海道室蘭市）                                     |
| 優秀賞     | 優秀賞       | 八戸ハマリレーションプロジェクト（青森県八戸市）                     |
| 優秀賞     | 優秀賞       | 釜石プラットフォーム（岩手県釜石市）                                 |
| 優秀賞     | 優秀賞       | 大曲花火倶楽部（秋田県大仙市）                                       |
| 優秀賞     | 優秀賞       | 鶴岡織物工業協同組合（山形県鶴岡市）                                 |
| 優秀賞     | 優秀賞       | 山木屋太鼓（福島県川俣町）                                           |
| 優秀賞     | 優秀賞       | 那須苗取り田植唄保存会（栃木県那須塩原市）                           |
| 優秀賞     | 優秀賞       | まち遺し深谷（埼玉県深谷市）                                         |
| 優秀賞     | 優秀賞       | ちば地域再生リサーチ（千葉県千葉市）                                 |
| 優秀賞     | 優秀賞       | 淡路エリアマネジメント（東京都千代田区）                             |
| 優秀賞     | 優秀賞       | 日本ナポリタン学会（神奈川県横浜市）                                 |
| 優秀賞     | 優秀賞       | NAP（山梨県北杜市）                                                  |
| 優秀賞     | 優秀賞       | 庄内ほたると水辺の会（長野県松本市）                                 |
| 優秀賞     | 優秀賞       | 福野夜高祭連絡協議会（富山県南砺市）                                 |
| 優秀賞     | 優秀賞       | 神子の里（石川県羽咋市）                                             |
| 優秀賞     | 優秀賞       | ジオ・スペース・アドベンチャー実行委員会（岐阜県飛騨市）             |
| 優秀賞     | 優秀賞       | 駿府ウエイブ（静岡県静岡市）                                         |
| 優秀賞     | 優秀賞       | とよはしまちなかスロータウン映画祭実行委員会（愛知県豊橋市）         |
| 優秀賞     | 優秀賞       | 伊賀忍者特殊軍団 阿修羅（三重県伊賀市）                              |
| 優秀賞     | 優秀賞       | 美しいマキノ・桜守の会（滋賀県高島市）                               |
| 優秀賞     | 優秀賞       | 先斗町まちづくり協議会（京都府京都市）                               |
| 優秀賞     | 優秀賞       | “大阪を変える100人”会議（大阪府大阪市）                              |
| 優秀賞     | 優秀賞       | 竹茗堂 左文（奈良県生駒市）                                          |
| 優秀賞     | 優秀賞       | 黒江の町並みを活かした景観づくり協定（和歌山県海南市）               |
| 優秀賞     | 優秀賞       | 鳴り石の浜プロジェクト（鳥取県琴浦町）                               |
| 優秀賞     | 優秀賞       | 広島県立油木高等学校ナマズプロジェクト（広島県神石高原町）           |
| 優秀賞     | 優秀賞       | 防府商工会議所（山口県防府市）                                       |
| 優秀賞     | 優秀賞       | アニメまつり実行委員会（徳島県徳島市）                               |
| 優秀賞     | 優秀賞       | 直島女文楽（香川県直島町）                                           |
| 優秀賞     | 優秀賞       | 坊っちゃん劇場（愛媛県東温市）                                       |
| 優秀賞     | 優秀賞       | 中芸地区森林鉄道遺産を保存・活用する会（高知県馬路村）               |
| 優秀賞     | 優秀賞       | フォーラム鹿島（佐賀県鹿島市）                                       |
| 優秀賞     | 優秀賞       | 平戸国際交流HIRAの会（長崎県平戸市）                                 |
| 優秀賞     | 優秀賞       | 芦北伽哩街道実行委員会（熊本県芦北町）                               |
| 優秀賞     | 優秀賞       | BEPPU PROJECT（大分県別府市）                                        |
| 優秀賞     | 優秀賞       | 染ケ岡地区環境保全協議会（宮崎県高鍋町）                             |
| 優秀賞     | 優秀賞       | エコ・リンク・アソシエーション（鹿児島県南さつま市）                 |
| 優秀賞     | 優秀賞       | 嘉手納町商工会女性部（沖縄県嘉手納町）                               |
| 優秀賞     | 優秀賞       | 津嘉山酒屋保存の会（沖縄県名護市）                                   |

### 2014年度【第5回】
| 賞          | 賞           | 団体                                                 |
| ----------- | ------------ | ---------------------------------------------------- |
| 大賞        | 大賞         | てごねっと石見（島根県江津市）                       |
| 準大賞      | 準大賞       | ゆうきの里東和ふるさとづくり協議会（福島県二本松市） |
| 準大賞      | 準大賞       | 酒谷地区むらおこし推進協議会（宮崎県日南市）         |
| 第5回記念賞 | 第5回記念賞  | 農音（愛媛県松山市）                                 |
| ブロック賞  | 北海道・東北 | 小泉自然楽校（宮城県気仙沼市）                       |
| ブロック賞  | 関東・甲信越 | 高齢化社会をよくする虹の仲間（神奈川県横浜市）       |
| ブロック賞  | 東海・北陸   | でんき宇奈月プロジェクト（富山県黒部市）             |
| ブロック賞  | 近畿         | 神戸農村歌舞伎保存会（兵庫県神戸市）                 |
| ブロック賞  | 中国・四国   | 伊座利の未来を考える推進協議会（徳島県美波町）       |
| ブロック賞  | 九州・沖縄   | 網田教育の里づくり隊（熊本県宇土市）                 |
| 特別賞      | 特別賞       | 太鼓集団「響」HIBIKI CAFE（埼玉県桶川市）            |
| 特別賞      | 特別賞       | 十日町市地域おこし実行委員会（新潟県十日町市）       |
| 特別賞      | 特別賞       | 大杉谷自然学校（三重県大台町）                       |
| 優秀賞      | 優秀賞       | これぞ小清水！実行委員会（北海道小清水町）           |
| 優秀賞      | 優秀賞       | 室蘭文学館の会（北海道室蘭市）                       |
| 優秀賞      | 優秀賞       | 十和田バラ焼きゼミナール（青森県十和田市）           |
| 優秀賞      | 優秀賞       | ふるさと体験学習協会（岩手県久慈市）                 |
| 優秀賞      | 優秀賞       | 増田まちなみ保存会（秋田県横手市）                   |
| 優秀賞      | 優秀賞       | 村山そばの会（山形県村山市）                         |
| 優秀賞      | 優秀賞       | よつくらぶ（福島県いわき市）                         |
| 優秀賞      | 優秀賞       | 里山を守る会（茨城県筑西市）                         |
| 優秀賞      | 優秀賞       | 太平山南山麓友の会（栃木県栃木市）                   |
| 優秀賞      | 優秀賞       | 富岡製糸場を愛する会（群馬県高崎市）                 |
| 優秀賞      | 優秀賞       | 手づくり公園まさご（千葉県千葉市）                   |
| 優秀賞      | 優秀賞       | 旧東海道品川宿周辺まちづくり協議会（東京都）         |
| 優秀賞      | 優秀賞       | 身延町商工会（山梨県身延町）                         |
| 優秀賞      | 優秀賞       | 諏訪サイクルプロジェクト（長野県下諏訪町）           |
| 優秀賞      | 優秀賞       | 大野こまちなみ研究所（石川県金沢市）                 |
| 優秀賞      | 優秀賞       | 武生国際音楽祭推進会議（福井県越前市）               |
| 優秀賞      | 優秀賞       | 鶏ちゃん合衆国（岐阜県岐阜市）                       |
| 優秀賞      | 優秀賞       | 静岡県立伊豆総合高等学校自然科学部（静岡県伊豆市）   |
| 優秀賞      | 優秀賞       | 愛岐トンネル群保存再生委員会（愛知県春日井市）       |
| 優秀賞      | 優秀賞       | 江北図書館（滋賀県長浜市）                           |
| 優秀賞      | 優秀賞       | 姉小路界隈を考える会（京都府京都市）                 |
| 優秀賞      | 優秀賞       | D×P（大阪府大阪市）                                  |
| 優秀賞      | 優秀賞       | 奈良無双窯（奈良県宇陀市）                           |
| 優秀賞      | 優秀賞       | 岩倉流泳法保存会（和歌山県和歌山市）                 |
| 優秀賞      | 優秀賞       | 伯耆国たたら顕彰会（鳥取県日野町）                   |
| 優秀賞      | 優秀賞       | 矢掛ハッカ普及会（岡山県矢掛町）                     |
| 優秀賞      | 優秀賞       | 芸北せどやま再生会議（広島県北広島町）               |
| 優秀賞      | 優秀賞       | 浜崎しっちょる会（山口県萩市）                       |
| 優秀賞      | 優秀賞       | 四国こんぴら歌舞伎大芝居推進協議会（香川県琴平町）   |
| 優秀賞      | 優秀賞       | 久礼大正町市場（高知県中土佐町）                     |
| 優秀賞      | 優秀賞       | 抱樸＝旧北九州ホームレス支援機構（福岡県北九州市）   |
| 優秀賞      | 優秀賞       | 黒川町家読連絡会（佐賀県伊万里市）                   |
| 優秀賞      | 優秀賞       | 南島原市冬のお祭り実行委員会（長崎県南島原市）       |
| 優秀賞      | 優秀賞       | くにさき七島藺振興会（大分県国東市）                 |
| 優秀賞      | 優秀賞       | 伊佐みりょく研究所（鹿児島県伊佐市）                 |
| 優秀賞      | 優秀賞       | ハマスーキ（沖縄県糸満市）                           |
| 優秀賞      | 優秀賞       | 大城花咲爺会（沖縄県北中城村）                       |

### 2015年度【第6回】
| 賞           | 賞           | 団体                                                     |
| ------------ | ------------ | -------------------------------------------------------- |
| 大賞         | 大賞         | かさおか島づくり海社（岡山県笠岡市）                     |
| 準大賞       | 準大賞       | 沼垂テラス商店街（テラスオフィス、新潟県新潟市）         |
| 準大賞       | 準大賞       | 岡崎まちゼミの会（愛知県岡崎市）                         |
| 選考委員長賞 | 選考委員長賞 | いろどり（徳島県上勝町）                                 |
| 奨励賞       | 奨励賞       | Minamiこども教室（大阪府大阪市）                         |
| ブロック賞   | 北海道・東北 | とびしま（山形県酒田市）                                 |
| ブロック賞   | 関東・甲信越 | いいだ人形劇フェスタ実行委員会（長野県飯田市）           |
| ブロック賞   | 東海・北陸   | うるしの里活性化推進事業実行委員会（福井県鯖江市）       |
| ブロック賞   | 近畿         | きみかげの森（奈良県奈良市）                             |
| ブロック賞   | 中国・四国   | 鳥の劇場（鳥取県鳥取市）                                 |
| ブロック賞   | 九州・沖縄   | どんぐり1000年の森をつくる会（宮崎県都城市）             |
| 特別賞       | 特別賞       | 森の生活（北海道下川町）                                 |
| 特別賞       | 特別賞       | 天草市大浦地区振興会（熊本県天草市）                     |
| 優秀賞       | 優秀賞       | 室蘭港を愛する会（北海道室蘭市）                         |
| 優秀賞       | 優秀賞       | 「山の楽校」運営協議会（青森県八戸市）                   |
| 優秀賞       | 優秀賞       | のんのりのだ物語（岩手県野田村）                         |
| 優秀賞       | 優秀賞       | 亘理いちごっこ（宮城県亘理町）                           |
| 優秀賞       | 優秀賞       | 小坂鉄道保存会（秋田県小坂町）                           |
| 優秀賞       | 優秀賞       | ふるさとの川・荒川づくり協議会（福島県福島市）           |
| 優秀賞       | 優秀賞       | ベテランママの会（福島県南相馬市）                       |
| 優秀賞       | 優秀賞       | はらんきょうの会（茨城県筑西市）                         |
| 優秀賞       | 優秀賞       | オオタカ保護基金（栃木県宇都宮市）                       |
| 優秀賞       | 優秀賞       | 自然塾寺子屋（群馬県甘楽町）                             |
| 優秀賞       | 優秀賞       | 秩父百年の森（埼玉県秩父市）                             |
| 優秀賞       | 優秀賞       | 大多喜みらい塾（千葉県大多喜町）                         |
| 優秀賞       | 優秀賞       | 目黒区民まつり実行委員会（東京都目黒区）                 |
| 優秀賞       | 優秀賞       | サポーターみうら（神奈川県三浦市）                       |
| 優秀賞       | 優秀賞       | かつぬま朝市会（山梨県甲州市）                           |
| 優秀賞       | 優秀賞       | よっしゃ来い！！CHOUROKUまつり実行委員会（富山県魚津市） |
| 優秀賞       | 優秀賞       | 西保希望の住処協議会（石川県輪島市）                     |
| 優秀賞       | 優秀賞       | 谷汲ゆり園（岐阜県揖斐川町）                             |
| 優秀賞       | 優秀賞       | 富士山御殿場かやの里企業組合（静岡県御殿場市）           |
| 優秀賞       | 優秀賞       | 丸山千枚田保存会（三重県熊野市）                         |
| 優秀賞       | 優秀賞       | 白王町集落営農組合（滋賀県近江八幡市）                   |
| 優秀賞       | 優秀賞       | 葵プロジェクト（京都府京都市）                           |
| 優秀賞       | 優秀賞       | 鳴く虫と郷町実行委員会（兵庫県伊丹市）                   |
| 優秀賞       | 優秀賞       | わかやまフレンZOOガイド（和歌山県和歌山市）              |
| 優秀賞       | 優秀賞       | 松江ツーリズム研究会（島根県松江市）                     |
| 優秀賞       | 優秀賞       | 新建自治会（広島県広島市）                               |
| 優秀賞       | 優秀賞       | 青海島共和国（山口県長門市）                             |
| 優秀賞       | 優秀賞       | 街角に音楽を@香川（香川県高松市）                        |
| 優秀賞       | 優秀賞       | 愛媛県立長浜高等学校水族館部（愛媛県大洲市）             |
| 優秀賞       | 優秀賞       | 室戸市木炭振興会（高知県室戸市）                         |
| 優秀賞       | 優秀賞       | 藍の家保存会（福岡県福津市）                             |
| 優秀賞       | 優秀賞       | 鹿島酒蔵ツーリズム推進協議会（佐賀県鹿島市）             |
| 優秀賞       | 優秀賞       | 大地といのちの会（長崎県佐世保市）                       |
| 優秀賞       | 優秀賞       | 豊の国宇佐市塾（大分県宇佐市）                           |
| 優秀賞       | 優秀賞       | Lab蒲生郷（鹿児島県姶良市）                              |
| 優秀賞       | 優秀賞       | 平久保サガリバナ保存会（沖縄県石垣市）                   |
| 優秀賞       | 優秀賞       | 久米島ホタルの会（沖縄県久米島町）                       |

### 2016年度【第7回】
| 賞                                 | 賞                                 | 団体                                                     |
| ---------------------------------- | ---------------------------------- | -------------------------------------------------------- |
| 大賞                               | 大賞                               | 都岐沙羅パートナーズセンター（新潟県村上市）             |
| 準大賞                             | 準大賞                             | 東北開墾（岩手県花巻市、ポケットマルシェを経て雨風太陽） |
| 準大賞                             | 準大賞                             | パーソナルアシスタント青空（愛媛県松山市）               |
| 選考委員長賞兼中国・四国ブロック賞 | 選考委員長賞兼中国・四国ブロック賞 | アーキペラゴ（香川県高松市）                             |
| 奨励賞                             | 奨励賞                             | AIP（福岡県福岡市）                                      |
| ブロック賞                         | 北海道・東北                       | 横手市共助組織連合会（秋田県横手市）                     |
| ブロック賞                         | 関東・甲信越                       | 山梨県立ひばりが丘高等学校うどん部（山梨県富士吉田市）   |
| ブロック賞                         | 東海・北陸                         | 小原ECOプロジェクト（福井県勝山市）                      |
| ブロック賞                         | 近畿                               | しが農業女子100人プロジェクト（滋賀県近江八幡市）        |
| ブロック賞                         | 九州・沖縄                         | 五ケ村村おこしグループ（宮崎県高千穂町）                 |
| 特別賞                             | 特別賞                             | ハッピーロードネット（福島県広野町）                     |
| 特別賞                             | 特別賞                             | 船橋市時活村（千葉県船橋市）                             |
| 特別賞                             | 特別賞                             | 浦添市立浦添小学校PTA（沖縄県浦添市）                    |
| 優秀賞                             | 優秀賞                             | いわみざわ駅まるプロジェクト（北海道岩見沢市）           |
| 優秀賞                             | 優秀賞                             | キウシト湿原・登別（北海道登別市）                       |
| 優秀賞                             | 優秀賞                             | 八戸前沖さばブランド推進協議会（青森県八戸市）           |
| 優秀賞                             | 優秀賞                             | 仙台秋保醸造所（宮城県仙台市）                           |
| 優秀賞                             | 優秀賞                             | かほくイタリア野菜研究会（山形県河北町）                 |
| 優秀賞                             | 優秀賞                             | ふくしま飛行協会（福島県福島市）                         |
| 優秀賞                             | 優秀賞                             | コロッケクラブ龍ケ崎（茨城県龍ケ崎市）                   |
| 優秀賞                             | 優秀賞                             | 足利クリーンハイキングクラブ山和会（栃木県足利市）       |
| 優秀賞                             | 優秀賞                             | 桐生再生（群馬県桐生市）                                 |
| 優秀賞                             | 優秀賞                             | 高麗1300（埼玉県日高市）                                 |
| 優秀賞                             | 優秀賞                             | 千住文化普及会（東京都足立区）                           |
| 優秀賞                             | 優秀賞                             | 小田原柑橘倶楽部（神奈川県小田原市）                     |
| 優秀賞                             | 優秀賞                             | 信州富士見高原ファーム（長野県富士見町）                 |
| 優秀賞                             | 優秀賞                             | こば（富山県富山市）                                     |
| 優秀賞                             | 優秀賞                             | 湯涌ぼんぼり祭り実行委員会（石川県金沢市）               |
| 優秀賞                             | 優秀賞                             | 国田家の芝桜を愛する会（岐阜県郡上市）                   |
| 優秀賞                             | 優秀賞                             | 戸田塩の会（静岡県沼津市）                               |
| 優秀賞                             | 優秀賞                             | 亀崎まちおこしの会（愛知県半田市）                       |
| 優秀賞                             | 優秀賞                             | みやがわ森選組（三重県大台町）                           |
| 優秀賞                             | 優秀賞                             | クロスオーバーネットワーク（京都府京都市）               |
| 優秀賞                             | 優秀賞                             | わが町にしなり子育てネット（大阪府大阪市）               |
| 優秀賞                             | 優秀賞                             | ジャコウアゲハが飛び交う街姫路連絡協議会（兵庫県姫路市） |
| 優秀賞                             | 優秀賞                             | 奈良まほろばソムリエの会（奈良県奈良市）                 |
| 優秀賞                             | 優秀賞                             | 紀州農レンジャー（和歌山県紀の川市）                     |
| 優秀賞                             | 優秀賞                             | 白鳳の郷地域活性化協議会（鳥取県琴浦町）                 |
| 優秀賞                             | 優秀賞                             | 神門通り甦りの会（島根県出雲市）                         |
| 優秀賞                             | 優秀賞                             | てっちりこ（岡山県鏡野町）                               |
| 優秀賞                             | 優秀賞                             | 寺領味野里（広島県安芸太田町）                           |
| 優秀賞                             | 優秀賞                             | 大道理百笑倶楽部（山口県周南市）                         |
| 優秀賞                             | 優秀賞                             | とくし丸（徳島県徳島市）                                 |
| 優秀賞                             | 優秀賞                             | 砂浜美術館（高知県黒潮町）                               |
| 優秀賞                             | 優秀賞                             | 在宅ネット・さが（佐賀県佐賀市）                         |
| 優秀賞                             | 優秀賞                             | 松原宿活性化協議会（長崎県大村市）                       |
| 優秀賞                             | 優秀賞                             | 開懐世利六菓匠（熊本県熊本市）                           |
| 優秀賞                             | 優秀賞                             | 別府八湯ウォーク連絡協議会（大分県別府市）               |
| 優秀賞                             | 優秀賞                             | 着物で出水武家屋敷を歩こう会（鹿児島県出水市）           |
| 優秀賞                             | 優秀賞                             | フーカキサバニ（沖縄県名護市）                           |

### 2017年度【第8回】
| 賞         | 賞           | 団体                                                                   |
| ---------- | ------------ | ---------------------------------------------------------------------- |
| 大賞       | 大賞         | 陽気な母さんの店（秋田県大館市）                                       |
| 準大賞     | 準大賞       | 豊島子どもWAKUWAKUネットワーク（東京都豊島区）                         |
| 準大賞     | 準大賞       | おっちラボ（島根県雲南市）                                             |
| 奨励賞     | 奨励賞       | フィッシャーマン・ジャパン（宮城県石巻市）                             |
| ブロック賞 | 北海道・東北 | 小高ワーカーズベース（福島県南相馬市）                                 |
| ブロック賞 | 関東・甲信越 | ふらっとステーション・ドリーム（神奈川県横浜市）                       |
| ブロック賞 | 東海・北陸   | シラミネ大学（石川県白山市）                                           |
| ブロック賞 | 近畿         | 気張る！ふるさと丹後町（京都府京丹後市）                               |
| ブロック賞 | 中国・四国   | 尾道空き家再生プロジェクト（広島県尾道市）                             |
| ブロック賞 | 九州・沖縄   | 湯布院映画祭実行委員会（大分県大分市）                                 |
| 特別賞     | 特別賞       | ワインツーリズム（山梨県甲府市）                                       |
| 特別賞     | 特別賞       | 里山くらしLABO（静岡県静岡市）                                         |
| 特別賞     | 特別賞       | がんばろう高山（鹿児島県日置市）                                       |
| 優秀賞     | 優秀賞       | 天売島おらが島活性化会議（北海道羽幌町）                               |
| 優秀賞     | 優秀賞       | 有珠山周辺地域ジオパーク友の会（北海道壮瞥町）                         |
| 優秀賞     | 優秀賞       | 湊日曜朝市会（青森県八戸市）                                           |
| 優秀賞     | 優秀賞       | いしがきミュージックフェスティバル実行委員会運営委員会（岩手県盛岡市） |
| 優秀賞     | 優秀賞       | スパイクファミリー（山形県長井市）                                     |
| 優秀賞     | 優秀賞       | 会津電力（福島県喜多方市）                                             |
| 優秀賞     | 優秀賞       | 茨城NPOセンター・コモンズ（茨城県水戸市）                              |
| 優秀賞     | 優秀賞       | 山本有三記念会（栃木県栃木市）                                         |
| 優秀賞     | 優秀賞       | ながめ黒子の会（群馬県みどり市）                                       |
| 優秀賞     | 優秀賞       | 川口自主夜間中学（埼玉県川口市）                                       |
| 優秀賞     | 優秀賞       | 報徳の会（千葉県市原市）                                               |
| 優秀賞     | 優秀賞       | 「燕三条 工場の祭典」実行委員会（新潟県三条市）                        |
| 優秀賞     | 優秀賞       | WAKUWAKUやまのうち（長野県山ノ内町）                                   |
| 優秀賞     | 優秀賞       | TOGA天空トレイル大会実行委員会（富山県南砺市）                         |
| 優秀賞     | 優秀賞       | 鯖江市地域活性化プランコンテスト実行委員会（福井県鯖江市）             |
| 優秀賞     | 優秀賞       | 美濃歌舞伎保存会（岐阜県瑞浪市）                                       |
| 優秀賞     | 優秀賞       | 花男子プロジェクト（愛知県豊橋市）                                     |
| 優秀賞     | 優秀賞       | 大内山動物園（三重県大紀町）                                           |
| 優秀賞     | 優秀賞       | エナジーフィールド（滋賀県近江八幡市）                                 |
| 優秀賞     | 優秀賞       | こえとことばとこころの部屋（ココルーム、大阪府大阪市                   |
| 優秀賞     | 優秀賞       | フードバンク関西（兵庫県神戸市）                                       |
| 優秀賞     | 優秀賞       | 南都銀行（奈良県奈良市）                                               |
| 優秀賞     | 優秀賞       | 串本町トルコ文化協会（和歌山県串本町）                                 |
| 優秀賞     | 優秀賞       | 元気みなと（鳥取県境港市）                                             |
| 優秀賞     | 優秀賞       | タブララサ（岡山県岡山市）                                             |
| 優秀賞     | 優秀賞       | 創生工房 仁保ヴィレッジ（山口県山口市）                                |
| 優秀賞     | 優秀賞       | 鳴門「第九」を歌う会（徳島県鳴門市）                                   |
| 優秀賞     | 優秀賞       | 観音寺まちなか活性化プロジェクトRe:born.K（香川県観音寺市）            |
| 優秀賞     | 優秀賞       | 和田重次郎顕彰会（愛媛県松山市）                                       |
| 優秀賞     | 優秀賞       | 十和おかみさん市（高知県四万十町）                                     |
| 優秀賞     | 優秀賞       | がんばりよるよ星野村（福岡県八女市）                                   |
| 優秀賞     | 優秀賞       | NPO栄町地域づくり会（佐賀県伊万里市）                                  |
| 優秀賞     | 優秀賞       | 神代小路まちなみ保存会（長崎県雲仙市）                                 |
| 優秀賞     | 優秀賞       | 小岱山薬草の会（熊本県玉名市）                                         |
| 優秀賞     | 優秀賞       | はなどう（宮崎県高原町）                                               |
| 優秀賞     | 優秀賞       | にじの森文庫（沖縄県那覇市）                                           |
| 優秀賞     | 優秀賞       | 首里まちづくり研究会（沖縄県那覇市）                                   |

### 2018年度【第9回】
| 賞           | 賞           | 団体                                                       |
| ------------ | ------------ | ---------------------------------------------------------- |
| 大賞         | 大賞         | 多言語センターFACIL（兵庫県神戸市）                        |
| 準大賞       | 準大賞       | きらりよしじまネットワーク（山形県川西町）                 |
| 準大賞       | 準大賞       | いけま福祉支援センター（沖縄県宮古島市）                   |
| 選考委員長賞 | 選考委員長賞 | えがおつなげて（山梨県北杜市）                             |
| 奨励賞       | 奨励賞       | ディーグリーン（三重県紀北町）                             |
| 奨励賞       | 奨励賞       | 翼学園（旧えひめ心のつばさ、愛媛県松山市）                 |
| ブロック賞   | 北海道・東北 | 八戸市中心街市民集団まちぐみ（青森県八戸市）               |
| ブロック賞   | 関東・甲信越 | 那須まちづくり株式会社（栃木県那須町）                     |
| ブロック賞   | 東海・北陸   | 志民連いちのみや（愛知県一宮市）                           |
| ブロック賞   | 近畿         | 大野木長寿村まちづくり会（滋賀県米原市）                   |
| ブロック賞   | 中国・四国   | UNOICHI実行委員会（岡山県玉野市）                          |
| ブロック賞   | 九州・沖縄   | 下郷村（大分県中津市）                                     |
| 特別賞       | 特別賞       | 札幌大学ウレシパクラブ（北海道札幌市）                     |
| 特別賞       | 特別賞       | 川西郷の駅（広島県三次市）                                 |
| 優秀賞       | 優秀賞       | むろらん100年建造物保存活用会（北海道室蘭市）              |
| 優秀賞       | 優秀賞       | たきざわグリーンワークス（岩手県滝沢市）                   |
| 優秀賞       | 優秀賞       | 日本カーシェアリング協会（宮城県石巻市）                   |
| 優秀賞       | 優秀賞       | 浅見内活性化委員会（秋田県五城目町）                       |
| 優秀賞       | 優秀賞       | TATAKIAGE Japan（福島県いわき市）                          |
| 優秀賞       | 優秀賞       | 元気アップつちゆ（福島県福島市）                           |
| 優秀賞       | 優秀賞       | おらが湊鐵道応援団（茨城県ひたちなか市）                   |
| 優秀賞       | 優秀賞       | キングオブパスタ実行委員会（群馬県高崎市）                 |
| 優秀賞       | 優秀賞       | みぬま福祉会工房集（埼玉県川口市）                         |
| 優秀賞       | 優秀賞       | 行徳まちづくり協議会（千葉県市川市）                       |
| 優秀賞       | 優秀賞       | 柴又まちなみ協議会（東京都葛飾区）                         |
| 優秀賞       | 優秀賞       | 鴨居駅周辺まちづくり研究会（神奈川県横浜市）               |
| 優秀賞       | 優秀賞       | 越前浜自治会（新潟県新潟市）                               |
| 優秀賞       | 優秀賞       | 小滝プラス（長野県栄村）                                   |
| 優秀賞       | 優秀賞       | ふるさと体験inみやざき実行委員会（富山県朝日町）           |
| 優秀賞       | 優秀賞       | 能登島観光協会青年部（石川県七尾市）                       |
| 優秀賞       | 優秀賞       | たがらす我袖倶楽部（福井県小浜市）                         |
| 優秀賞       | 優秀賞       | いき粋墨俣創生プロジェクト（岐阜県大垣市）                 |
| 優秀賞       | 優秀賞       | がんばらまいか佐久間（静岡県浜松市）                       |
| 優秀賞       | 優秀賞       | 毛原の棚田ワンダービレッジプロジェクト（京都府福知山市）   |
| 優秀賞       | 優秀賞       | ハッピーマム（大阪府門真市）                               |
| 優秀賞       | 優秀賞       | 奈良の食文化研究会（奈良県奈良市）                         |
| 優秀賞       | 優秀賞       | 玉津島保存会（和歌山県和歌山市）                           |
| 優秀賞       | 優秀賞       | 三朝温泉かじか蛙保存研究会（鳥取県三朝町）                 |
| 優秀賞       | 優秀賞       | サウンドファイブ夢の音会（島根県浜田市）                   |
| 優秀賞       | 優秀賞       | 山口狛犬楽会（山口県周南市）                               |
| 優秀賞       | 優秀賞       | 阿波農村舞台の会（徳島県徳島市）                           |
| 優秀賞       | 優秀賞       | サンポート高松トライアスロン大会実行委員会（香川県高松市） |
| 優秀賞       | 優秀賞       | むろと廃校水族館（高知県室戸市）                           |
| 優秀賞       | 優秀賞       | 遠賀川源流サケの会（福岡県嘉麻市）                         |
| 優秀賞       | 優秀賞       | 牛津赤れんが会（佐賀県小城市）                             |
| 優秀賞       | 優秀賞       | 平戸観光ウェルカムガイド（長崎県平戸市）                   |
| 優秀賞       | 優秀賞       | 阿蘇門前町商店街振興協会（熊本県阿蘇市）                   |
| 優秀賞       | 優秀賞       | ままのて（宮崎県宮崎市）                                   |
| 優秀賞       | 優秀賞       | 阿室校区活性化対策委員会（鹿児島県宇検村）                 |
| 優秀賞       | 優秀賞       | 地域サポートわかさ（沖縄県那覇市）                         |

### 2019年度【第10回】
| 賞                                 | 賞                                 | 団体                                                                   |
| ---------------------------------- | ---------------------------------- | ---------------------------------------------------------------------- |
| 大賞                               | 大賞                               | ふるさと福井サポートセンター（福井県美浜町）                           |
| 準大賞                             | 準大賞                             | あらかわ子ども応援ネットワーク（東京都荒川区）                         |
| 準大賞                             | 準大賞                             | 日高わのわ会（高知県日高村）                                           |
| 選考委員長賞兼東海・北陸ブロック賞 | 選考委員長賞兼東海・北陸ブロック賞 | machimori（静岡県熱海市）                                              |
| 第10回記念賞                       | 第10回記念賞                       | 地域・教育魅力化プラットフォーム（島根県松江市）                       |
| ブロック賞                         | 北海道・東北                       | 恵み野商店会（北海道恵庭市）                                           |
| ブロック賞                         | 関東・甲信越                       | えんがお（栃木県大田原市）                                             |
| ブロック賞                         | 近畿                               | アクトスター（京都府綾部市）                                           |
| ブロック賞                         | 中国・四国                         | シーセブンハヤブサ（鳥取県八頭町）                                     |
| ブロック賞                         | 九州・沖縄                         | さがクリークネット（佐賀県佐賀市）                                     |
| 奨励賞                             | 奨励賞                             | 新庄市エコロジーガーデン交流拡大プロジェクト実行委員会（山形県新庄市） |
| 優秀賞                             | 優秀賞                             | 知里森舎（北海道登別市）                                               |
| 優秀賞                             | 優秀賞                             | 十和田きみがらスリッパ生産組合（青森県十和田市）                       |
| 優秀賞                             | 優秀賞                             | しずくいし軽トラ市実行委員会（岩手県雫石町）                           |
| 優秀賞                             | 優秀賞                             | ほやほや学会（宮城県石巻市）                                           |
| 優秀賞                             | 優秀賞                             | 秋田人変身力会議（秋田県秋田市）                                       |
| 優秀賞                             | 優秀賞                             | 葛力創造舎（福島県葛尾村）                                             |
| 優秀賞                             | 優秀賞                             | はじまりの美術館（福島県猪苗代町）                                     |
| 優秀賞                             | 優秀賞                             | サクラサク里プロジェクト（茨城県桜川市）                               |
| 優秀賞                             | 優秀賞                             | We are with you（群馬県大泉町）                                        |
| 優秀賞                             | 優秀賞                             | 版画フォーラム実行委員会（埼玉県東秩父村）                             |
| 優秀賞                             | 優秀賞                             | 松戸市に夜間中学校をつくる市民の会（千葉県松戸市）                     |
| 優秀賞                             | 優秀賞                             | 美しが丘「100段階段」プロジェクト（神奈川県横浜市）                    |
| 優秀賞                             | 優秀賞                             | ソーシャルファームさんじょう（新潟県三条市）                           |
| 優秀賞                             | 優秀賞                             | グレイス・ロード（山梨県甲府市）                                       |
| 優秀賞                             | 優秀賞                             | 長野県時計宝飾眼鏡商業協同組合（長野県茅野市）                         |
| 優秀賞                             | 優秀賞                             | 金屋町元気プロジェクト（富山県高岡市）                                 |
| 優秀賞                             | 優秀賞                             | 七尾市たかしな地区活性化協議会（石川県七尾市）                         |
| 優秀賞                             | 優秀賞                             | かさまつMIRAI塾（岐阜県笠松町）                                        |
| 優秀賞                             | 優秀賞                             | 愛知県立安城農林高校（愛知県安城市）                                   |
| 優秀賞                             | 優秀賞                             | 天満浦百人会（三重県尾鷲市）                                           |
| 優秀賞                             | 優秀賞                             | びわこジャズ東近江実行委員会（滋賀県東近江市）                         |
| 優秀賞                             | 優秀賞                             | SEIN（大阪府堺市）                                                     |
| 優秀賞                             | 優秀賞                             | くさかんむり（兵庫県神戸市）                                           |
| 優秀賞                             | 優秀賞                             | ゼロ・キャンペーン事務局（奈良県田原本町）                             |
| 優秀賞                             | 優秀賞                             | 紀州藤白 鈴木屋敷復元の会（和歌山県海南市）                            |
| 優秀賞                             | 優秀賞                             | 川辺復興プロジェクトあるく（岡山県倉敷市）                             |
| 優秀賞                             | 優秀賞                             | 敷信村農吉（広島県庄原市）                                             |
| 優秀賞                             | 優秀賞                             | 福川こどもクラブ（山口県周南市）                                       |
| 優秀賞                             | 優秀賞                             | 大歩危・祖谷いってみる会（徳島県三好市）                               |
| 優秀賞                             | 優秀賞                             | 肥土山農村歌舞伎保存会（香川県土庄町）                                 |
| 優秀賞                             | 優秀賞                             | シクロツーリズムしまなみ（愛媛県今治市）                               |
| 優秀賞                             | 優秀賞                             | のこのしまアイランドパーク（久保田観光、福岡県福岡市）                 |
| 優秀賞                             | 優秀賞                             | 雪浦あんばんね（長崎県西海市）                                         |
| 優秀賞                             | 優秀賞                             | くまもと☆農家ハンター（熊本県宇城市）                                  |
| 優秀賞                             | 優秀賞                             | 庄内神楽座長会（大分県由布市）                                         |
| 優秀賞                             | 優秀賞                             | 川坂川を守る会（宮崎県延岡市）                                         |
| 優秀賞                             | 優秀賞                             | 金吾様踊り活性化実行委員会（鹿児島県さつま町）                         |
| 優秀賞                             | 優秀賞                             | バリアフリーネットワーク会議（沖縄県沖縄市）                           |
| 優秀賞                             | 優秀賞                             | 与那原大綱曳実行委員会支度係（沖縄県与那原町）                         |

### 2020年度【第11回 コロナ禍を越えて】
| 賞                                 | 賞                                 | 団体                                                                   |
| ---------------------------------- | ---------------------------------- | ---------------------------------------------------------------------- |
| 大賞                               | 大賞                               | 佐賀未来創造基金（佐賀県佐賀市）                                       |
| 準大賞                             | 準大賞                             | つばめいと（新潟県燕市）                                               |
| 準大賞                             | 準大賞                             | 志摩市民病院（三重県志摩市）                                           |
| 地域の未来賞兼九州・沖縄ブロック賞 | 地域の未来賞兼九州・沖縄ブロック賞 | 東彼杵ひとこともの公社（長崎県東彼杵町）                               |
| ブロック賞                         | 北海道・東北                       | BOOT（福島県西会津町）                                                 |
| ブロック賞                         | 関東・甲信越                       | 小さな村総合研究所（山梨県丹波山村）                                   |
| ブロック賞                         | 東海・北陸                         | RENEW実行委員会（福井県鯖江市）                                        |
| ブロック賞                         | 近畿                               | 三方よし研究会（滋賀県東近江市）                                       |
| ブロック賞                         | 中国・四国                         | おかやま親子応援プロジェクト（岡山県岡山市）                           |
| 優秀賞                             | 優秀賞                             | 箱バル不動産（北海道函館市）                                           |
| 優秀賞                             | 優秀賞                             | オコンシベの会（北海道伊達市）                                         |
| 優秀賞                             | 優秀賞                             | 田子町新田自治会（青森県田子町）                                       |
| 優秀賞                             | 優秀賞                             | 釜石電機製作所（岩手県釜石市）                                         |
| 優秀賞                             | 優秀賞                             | まるオフィス（宮城県気仙沼市）                                         |
| 優秀賞                             | 優秀賞                             | 北前船寄港地フォーラム実行委員会・北前船交流拡大機構（秋田県ほか広域） |
| 優秀賞                             | 優秀賞                             | やまがた福わたし（山形県山形市）                                       |
| 優秀賞                             | 優秀賞                             | 会津コンピュータサイエンス研究所（福島県会津若松市）                   |
| 優秀賞                             | 優秀賞                             | 長久保赤水顕彰会（茨城県高萩市）                                       |
| 優秀賞                             | 優秀賞                             | 益子WEB陶器市実行委員会（栃木県益子町）                                |
| 優秀賞                             | 優秀賞                             | たかさきコミュニティシネマ（群馬県高崎市）                             |
| 優秀賞                             | 優秀賞                             | 鳩山町コミュニティ・マルシェ（アール・エフ・エー）（埼玉県鳩山町）     |
| 優秀賞                             | 優秀賞                             | おもちゃ図書館Cafe Santa（千葉県市川市）                               |
| 優秀賞                             | 優秀賞                             | デリバリー三鷹（東京都三鷹市）                                         |
| 優秀賞                             | 優秀賞                             | 逗子フェアトレードタウンの会（神奈川県逗子市）                         |
| 優秀賞                             | 優秀賞                             | Hakuba SDGs Lab（白馬SDGsラボ）（長野県白馬村）                        |
| 優秀賞                             | 優秀賞                             | テイクアウトマルシェTOYAMA実行委員会（富山県富山市）                   |
| 優秀賞                             | 優秀賞                             | NPOみんなの畑の会（石川県金沢市）                                      |
| 優秀賞                             | 優秀賞                             | ORGAN（岐阜県岐阜市）                                                  |
| 優秀賞                             | 優秀賞                             | NPOママバトン（静岡県掛川市）                                          |
| 優秀賞                             | 優秀賞                             | まちのエキスパネット（愛知県春日井市）                                 |
| 優秀賞                             | 優秀賞                             | KOKIN（京都府舞鶴市）                                                  |
| 優秀賞                             | 優秀賞                             | 子どもアドボカシーセンターOSAKA（大阪府堺市）                          |
| 優秀賞                             | 優秀賞                             | 多文化共生センターひょうご（兵庫県神戸市）                             |
| 優秀賞                             | 優秀賞                             | 大和信用金庫（奈良県桜井市）                                           |
| 優秀賞                             | 優秀賞                             | 白浜レスキューネットワーク（和歌山県白浜町）                           |
| 優秀賞                             | 優秀賞                             | 鳥の劇場（鳥取県鳥取市）                                               |
| 優秀賞                             | 優秀賞                             | 石見銀山ガイドの会（島根県大田市）                                     |
| 優秀賞                             | 優秀賞                             | 上下まちづくり協議会（広島県府中市）                                   |
| 優秀賞                             | 優秀賞                             | 学食ダイニング グランマ（山口県下関市）                                |
| 優秀賞                             | 優秀賞                             | とくしまコウノトリ基金（徳島県北島町）                                 |
| 優秀賞                             | 優秀賞                             | ちちぶの会（香川県三豊市）                                             |
| 優秀賞                             | 優秀賞                             | シアターねこ（愛媛県松山市）                                           |
| 優秀賞                             | 優秀賞                             | 食材応援隊（高知県高知市）                                             |
| 優秀賞                             | 優秀賞                             | umau.（福岡県久留米市）                                                |
| 優秀賞                             | 優秀賞                             | みさと（熊本県芦北町）                                                 |
| 優秀賞                             | 優秀賞                             | 水辺に遊ぶ会（大分県中津市）                                           |
| 優秀賞                             | 優秀賞                             | 宮崎がん共同勉強会（宮崎県宮崎市）                                     |
| 優秀賞                             | 優秀賞                             | 鶏の生食加工業者協議会（鹿児島県南九州市）                             |
| 優秀賞                             | 優秀賞                             | 出前市場（沖縄県那覇市）                                               |
| 優秀賞                             | 優秀賞                             | 国頭村安田区（沖縄県国頭村）                                           |

### 2021年度【第12回 未来へつなぐ、みんなで】
| 賞           | 賞           | 団体                                                                         |
| ------------ | ------------ | ---------------------------------------------------------------------------- |
| 大賞         | 大賞         | 河原部社（山梨県韮崎市）                                                     |
| 準大賞       | 準大賞       | こまちぷらす（神奈川県横浜市）                                               |
| 準大賞       | 準大賞       | 石徹白洋品店（岐阜県郡上市）                                                 |
| ブロック賞   | 北海道・東北 | にかほ出前商店街振興会（秋田県にかほ市）                                     |
| ブロック賞   | 関東・甲信越 | 産科婦人科舘出張佐藤病院（群馬県高崎市）                                     |
| ブロック賞   | 東海・北陸   | アノミアーナ「ギザギザ湾・美化美化計画」（福井県嶺南地方）（兼地球の未来賞） |
| ブロック賞   | 近畿         | ヴィダ・リブレ（和歌山県美浜町）                                             |
| ブロック賞   | 中国・四国   | 元気むらさくぎ（広島県三次市）                                               |
| ブロック賞   | 九州・沖縄   | でんでん虫の会（熊本県熊本市）                                               |
| SDGs企業賞   | SDGs企業賞   | 九州教具グループ（長崎県大村市）                                             |
| 共創アート賞 | 共創アート賞 | ヘラルボニー（岩手県盛岡市）                                                 |
| 選考委員長賞 | 選考委員長賞 | ハーモニーネット未来（岡山県笠岡市）                                         |
| 優秀賞       | 優秀賞       | カラカネイトトンボを守る会あいあい自然ネットワーク（北海道札幌市）           |
| 優秀賞       | 優秀賞       | だて噴火湾縄文まつり実行委員会（北海道伊達市）                               |
| 優秀賞       | 優秀賞       | 階上売り込み隊（青森県階上町）                                               |
| 優秀賞       | 優秀賞       | 巻組（宮城県石巻市）                                                         |
| 優秀賞       | 優秀賞       | 公益のふるさと創り鶴岡（山形県鶴岡市）                                       |
| 優秀賞       | 優秀賞       | とみおかワインドメーヌ（福島県富岡町）                                       |
| 優秀賞       | 優秀賞       | 劇団120〇EN（福島県福島市）                                                  |
| 優秀賞       | 優秀賞       | 結いプロジェクト（茨城県結城市）                                             |
| 優秀賞       | 優秀賞       | 三乗堂（栃木県鹿沼市）                                                       |
| 優秀賞       | 優秀賞       | 芝園団地自治会（埼玉県川口市）                                               |
| 優秀賞       | 優秀賞       | WOULD（千葉県南房総市）                                                      |
| 優秀賞       | 優秀賞       | 自立生活サポートセンター・もやい（東京都新宿区）                             |
| 優秀賞       | 優秀賞       | 阿賀まちづくり（新潟県阿賀町）                                               |
| 優秀賞       | 優秀賞       | ソマミチ（長野県松本市）                                                     |
| 優秀賞       | 優秀賞       | 小菅沼・ヤギの杜（富山県魚津市）                                             |
| 優秀賞       | 優秀賞       | 木場潟再生プロジェクト（石川県小松市）                                       |
| 優秀賞       | 優秀賞       | 丸子まちづくり協議会（静岡県静岡市）                                         |
| 優秀賞       | 優秀賞       | デンソー（愛知県刈谷市）                                                     |
| 優秀賞       | 優秀賞       | グリーンクリエイティブいなべ（三重県いなべ市）                               |
| 優秀賞       | 優秀賞       | 安念寺いも観音保存会（滋賀県長浜市）                                         |
| 優秀賞       | 優秀賞       | 〇曽れい仙の郷（京都府亀岡市）                                               |
| 優秀賞       | 優秀賞       | ネクストエージ（大阪府大阪市）                                               |
| 優秀賞       | 優秀賞       | クリーンアップ関西事務局（兵庫県神戸市）                                     |
| 優秀賞       | 優秀賞       | 奈良地域デザイン研究所（奈良県奈良市）                                       |
| 優秀賞       | 優秀賞       | 里山生物多様性プロジェクト（鳥取県南部町）                                   |
| 優秀賞       | 優秀賞       | 島根半島四十二浦巡り再発見研究会（島根県出雲市）                             |
| 優秀賞       | 優秀賞       | うべナチュラルガーデナーズクラブ（山口県宇部市）                             |
| 優秀賞       | 優秀賞       | Creer（徳島県徳島市）                                                        |
| 優秀賞       | 優秀賞       | どっかーん!!と観音寺を盛り上げ隊（香川県観音寺市）                           |
| 優秀賞       | 優秀賞       | 愛媛県立三崎高等学校「せんたん部」（愛媛県伊方町）                           |
| 優秀賞       | 優秀賞       | とさちょうものがたり（高知県土佐町）                                         |
| 優秀賞       | 優秀賞       | うきはの宝（福岡県うきは市）                                                 |
| 優秀賞       | 優秀賞       | おもやい（佐賀県武雄市）                                                     |
| 優秀賞       | 優秀賞       | 別府八湯温泉道実行委員会（大分県別府市）                                     |
| 優秀賞       | 優秀賞       | 焼畑蕎麦苦楽部（宮崎県椎葉村）                                               |
| 優秀賞       | 優秀賞       | 奄美イノベーション（鹿児島県奄美市）                                         |
| 優秀賞       | 優秀賞       | 1万人井戸端会議（沖縄県那覇市）                                              |
| 優秀賞       | 優秀賞       | おきなわこども未来ランチサポートコンソーシアム（沖縄県那覇市）               |

### 2022年度【第13回 創ろう新時代　希望掲げて】
| 賞                           | 団体 |
| ---------------------------- | --- |
| 【大賞】                     | 花の木農場（鹿児島県南大隅町） |
| 【準大賞】                   | 北海道ブックシェアリング（北海道江別市）▽対馬ＣＡＰＰＡ（長崎県対馬市） |
| 【きぼうのまち賞】           | 東の食の会（東京都品川区、東北での活動拠点は福島県浪江町） |
| 【エコフレンドリー賞】       | 逆川こどもエコクラブ（水戸市） |
| 【歩いて楽しいまちづくり賞】 | ミライズ（新潟県新発田市） |
| 【ダイバーシティー賞】       | コリアタウン・多文化共生のまちづくり（大阪市） |
| 【ブロック賞】               | 男鹿ナマハゲロックフェスティバル実行委員会（秋田県男鹿市）＝北海道・東北 ▽神奈川大体育会サッカー部・竹山団地プロジェクト（横浜市）＝関東・甲信越 ▽ふるさと美浜元気プロジェクト（福井県美浜町）＝東海・北陸 ▽こどもソーシャルワークセンター（大津市）＝近畿 ▽日生町漁協によるアマモ再生プロジェクト（岡山県備前市）＝中国・四国 |
| 【優秀賞】                   | 北海道・東北 室蘭イタンキ浜鳴り砂を守る会（北海道室蘭市）▽はちのへ未来ネット（青森県八戸市）▽ＮＥＸＴ ＲＥＶＯＬＵＴＩＯＮ（岩手県八幡平市）▽六日町合同会社（宮城県栗原市）▽湯５０（山形市）▽なみえアートプロジェクト「なみえの記憶・なみえの未来」（福島県南相馬市） 関東・甲信越 ダイバーステイ（栃木県小山市）▽前橋工科大 堤洋樹研究室（前橋市）▽暮らしの編集室（埼玉県北本市）▽ＮＩＰＰＯＮＩＡ ＳＡＷＡＲＡ（千葉県香取市）▽東京スリバチ学会（東京都江東区）▽ＥＤＧＥ（山梨県小菅村）▽つくえラボ（長野県富士見町） 東海・北陸 善商（富山県入善町）▽当目（石川県能登町）▽加子母木匠塾実行委員会（岐阜県中津川市）▽シズオカノーボーダーズ（静岡市）▽尾州のカレント（愛知県一宮市）▽むすび目Ｃｏ―ｗｏｒｋｉｎｇ（三重県南伊勢町） 近畿 木津川アート（京都府木津川市）▽草やまの草むら（兵庫県丹波篠山市）▽奈良新しい学び旅推進協議会（奈良市）▽和歌祭保存会（和歌山市） 中国・四国 未来（鳥取県倉吉市）▽江の川鉄道（島根県邑南町）▽基町プロジェクト（広島市）▽３ｉｎ（山口県長門市）▽徳島文学協会（徳島県神山町）▽天体望遠鏡博物館（香川県さぬき市）▽今治コミュニティ放送（愛媛県今治市）▽こうち絆ファーム ＴＥＡＭあき（高知県安芸市） 九州・沖縄 子どもパートナーズＨＵＧっこ（福岡県古賀市）▽灯す屋（佐賀県有田町）▽坂本町災害支援チームドラゴントレイル（熊本県八代市）▽日田もりあ下駄い（大分県日田市）▽満月食堂（宮崎県延岡市）▽ハッピーモア（沖縄県宜野湾市）▽中城村南上原組踊保存会（沖縄県中城村） |